# Lihe, Chongqing
Lihe (kinesiska: 李河) är en köping i sydvästra Kina. Den ligger i stadsdistriktet Wanzhou i storstadsområdet Chongqing, omkring 210 kilometer nordost om det centrala stadsdistriktet Yuzhong. Antalet invånare är 23 264. Befolkningen består av 11 926 kvinnor och 11 338 män. Barn under 15 år utgör 16,0 %, vuxna 15-64 år 67 %, och äldre över 65 år 15,0 %.